# Cá nục heo cờ

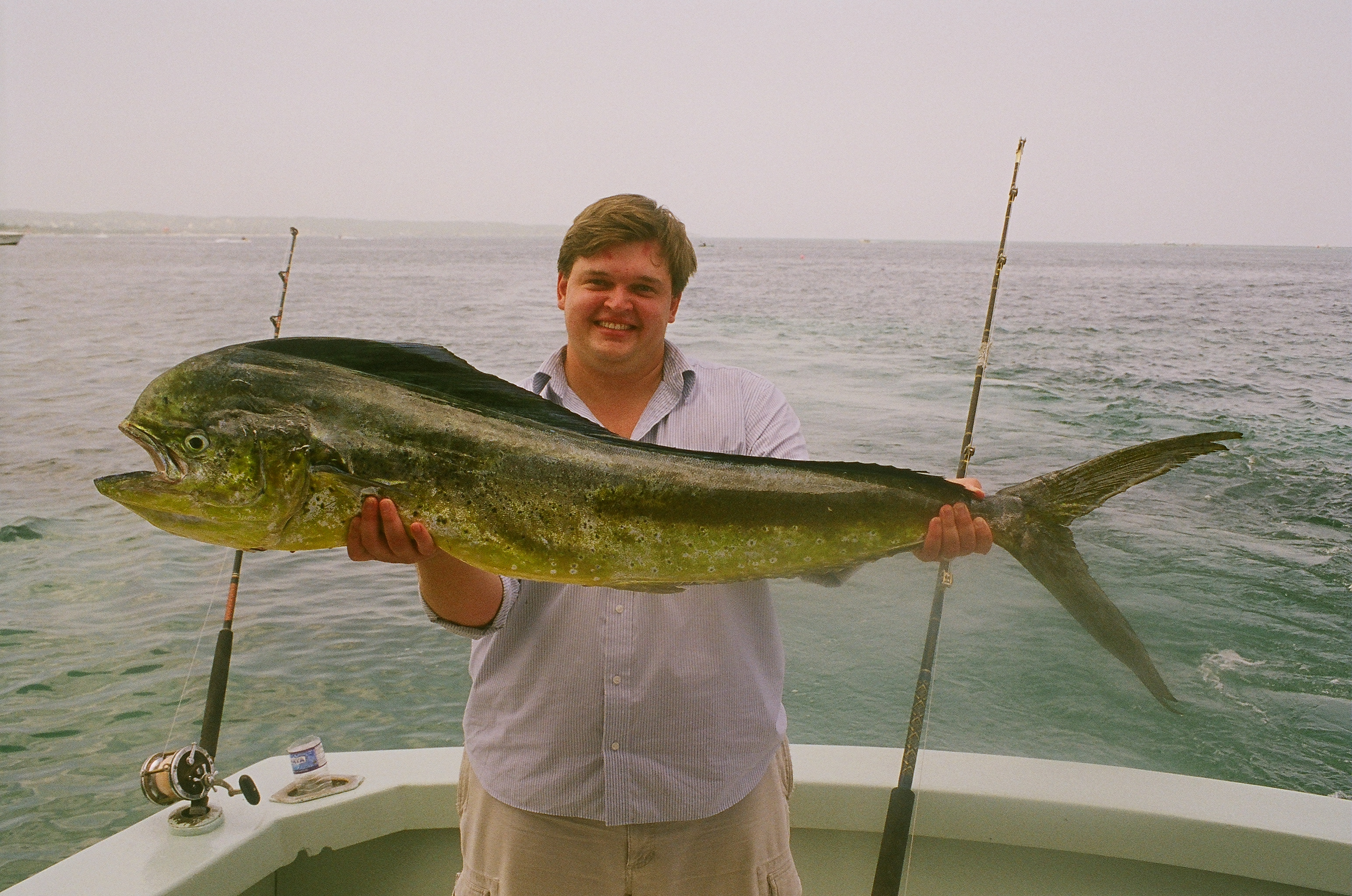
Cá nục heo cờ

Cá nục heo cờ hay cá bè dũa (danh pháp khoa học: Coryphaena hippurus), là một loài cá thuộc họ Cá nục heo. Loài này sinh sống gần bề mặt thường là từ độ sâu 5 và 10 m. Chúng ăn gần như tất cả các loại cá và động vật phù du, nhưng cũng có xu hướng bắt động vật giáp xác. Loài cá này trưởng thành tính dục lúc 4-5 tháng.